# Crisp County
Crisp County är ett administrativt område i delstaten Georgia, USA, med 23 439 invånare. Den administrativa huvudorten (county seat) är Cordele.

## Geografi
Enligt United States Census Bureau har countyt en total area på 728 km². 709 km² av den arean är land och 19 km² är vatten.

### Angränsande countyn
- Dooly County - nord
- Wilcox County - öst
- Turner County - sydost
- Worth County - sydväst
- Lee County - väst och sydväst
- Sumter County - väst och nordväst